# Efeito Coca-Mentos

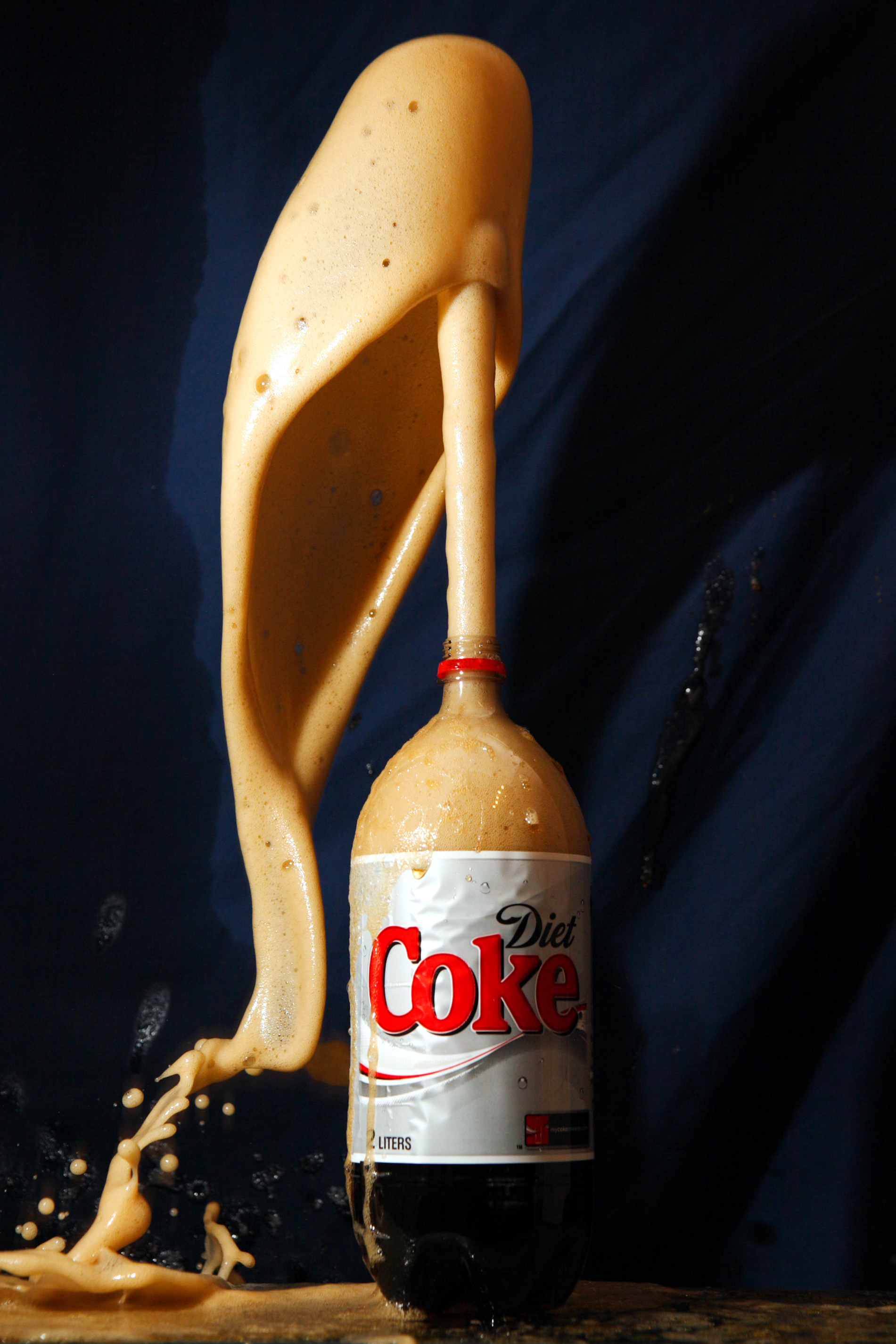
Instantâneo de uma garrafa de Diet Coke logo após o despejo de uma bala de mentos.

O efeito coca-mentos, também conhecido como erupção de mentos, é uma reação resultante da combinação do refrigerante Coca-Cola diet com a bala Mentos sabor menta. O despejo de uma ou mais dessas balas em uma garrafa do refrigerante faz jorrar um jato espumante de cola, numa singular e estranha espécie de gêiser, resultado da rápida expansão do dióxido de carbono na superfície do doce. Suspeita-se que outro fenômeno, conhecido como carbonação, está por trás desse efeito. As explicações para o fato ainda são controversas entre os cientistas, mas há evidências de que se tratará mais de um fenómeno físico que de um fenómeno químico. Produzir esse efeito tornou-se um experimento científico bastante popular e até mesmo um meme da Internet, com vídeos de erupções e até mesmo composições artísticas publicadas em páginas como YouTube e Google Video.

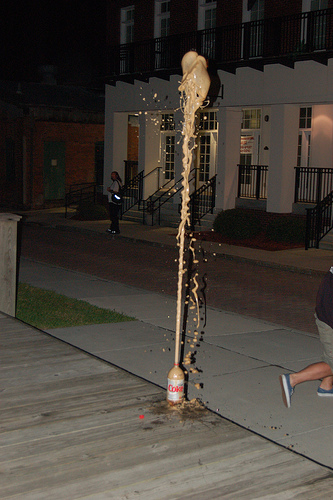
Gêiser espumante de Cola.

No dia 23 de abril de 2008, estudantes da cidade belga de Leuven estabeleceram um novo recorde mundial lançando, simultaneamente, 1.360 gêiseres de mentos.